# Ґіна Георгій Миколайович
Георгій Миколайович Ґіна (творче ім'я — Юрій Ґіна; 16 квітня 1932, Чернівці — 19 травня 2025, Німеччина) — музикант (скрипаль), композитор, диригент, фольклорист, педагог, культурно-громадський діяч, народний артист України, професор.

## Біографія
Трудову діяльність розпочав у 1947 музикантом-скрипалем, акордеоністом закладу громадського харчування «Чернівчанка» м. Чернівці.
Закінчив Чернівецьке музичне училище і Київську державну консерваторію ім. П.Чайковського (1956).
З 1956 року — викладач по класу скрипки і директор Чернівецької дитячої музичної школи № 1, водночас викладач Чернівецького музичного училища, художній керівник і диригент
камерного оркестру Чернівецької обласної філармонії (з 1975 року).
24 роки працював викладачем Чернівецького музичного училища і 46 років директором Чернівецької дитячої музичної школи № 1. За 48 років з його скрипкового класу випущено більше сотні скрипалів, які стали артистами симфонічних оркестрів, педагогами музичних навчальних закладів, а такі, як Тарас Печений, Белла Жилінська, Цвітана Дронь, Тетяна Дуда, Світлана Пампуха — лауреатами міжнародних і Республіканських конкурсів.
У 1968 році Ґеоргій (Юрій) Ґіна разом з солісткою Софією Ротару брав участь у IX Всесвітньому фестивалі молоді і студентів у м. Софія (Болгарія), де під його керівництвом фольклорний колектив отримав високу оцінку, а солістка — найвищу нагороду «Золотий Орфей».
30 років Ґіна Г. М. був художнім керівником і головним диригентом камерний оркестр, створений ним при Чернівецькій обласній філармонії, який у 1978 році здобув перше місце і звання лауреата на першому Республіканському конкурсі камерних оркестрів (м. Київ).
З 1972 по 2004 рік Ю. М. Ґіна з камерним оркестром Чернівецької обласної філармонії тричі виступав на творчих звітах у м. Києві.
З 1992 року Ю. Ґіна працює на кафедрі музики Чернівецького національного університету ім. Ю.Федьковича, з 1995 року доцент, у 2003 році отримав звання професора.
Його педагогічна, творча і громадська діяльність неодноразово відзначалися Почесними грамотами міністерства культури, ЦК профспілки працівників культури України, грамотами обласної ради.
У листопаді 2000 р. Ю.Ґіна за плідну працю по збагаченню української національної культури став лауреатом обласної літературно-мистецької премії імені С.Воробкевича, Заслужений артист УРСР з 1980, у 2002 р. йому присвоєно звання Народний артист України.

## Творчий доробок

Народний артист Юрій Ґіна з камерним оркестром обласної чернівецької філармонії

Має 9 наукових та навчально-методичних праць, які використовуються в педагогічній практиці, 50 відгуків, рецензій, інтерв'ю в пресі про творчу діяльність.
Як композитор Ю. Ґіна написав близько ста музичних творів, серед них: інструментальні твори, пісні, п'єси для дуетів, ансамблів, троїстих музик, цимбал, обробки і переклади для ансамблю скрипалів, камерного оркестру, хору і солістів.
Твори друкувалися у збірниках і часописах, виходили в записах на платівках.
У 1990 р. фірмою «Мелодія» випущені грамплатівки «Буковинський сувенір», де представлені твори Ю.Ґіни у виконанні камерного оркестру.
Основні музичні твори
Обробки і переклади для ансамблю скрипалів
- «Арія», «Експромт» Шуберта;
- «Мазурка» Бакланова;
- «Старовинний романс» Свиридова;
- українська народна пісня «Ой ти дівчино, з горіха зерня»;
- «Заграй ми, цигане старий» С.Воробкевича;
- «Балада» Ч.Порумбеску).
- рапсодія «Рідне наше — найдорожче»,
- фантазія на тему пісні С.Воробкевича «Заграй ми, цигане старий»,

Твори:
- «Прогулянка»
- «Скерцо»
- «Гумореска»
- «Святкові танці»
- «Вітер надії»
- «Мандрівний музика» (присвячений пам'яті В.Івасюка)
- Хоровод" «Святкові танці»
- «Гора і Садагурська полька»

## Нагороди
- Заслужений артист УРСР (1980).
- Народний артист України (2002).
- Лауреат обласної літературно-мистецької премії ім. С.В оробкевича (2000).
- Ім'я Георгія Ґіни занесено на «Алею зірок» в Чернівцях (2000).
- Неодноразово відзначався Почесними грамотами міністерства культури, ЦК профспілки працівників культури України, грамотами обласної ради.